# Stan Van den Buijs
Constant "Stan" van den Buijs (Kalmthout, 8 juni 1957) is een Belgisch voetbalcoach en voormalig voetballer.

## Carrière

### Als speler
Stan Van den Buijs groeide op in het Antwerpse Kalmthout. Als tiener maakte hij zijn debuut voor het plaatselijke Achterbroek VV. Hij werd al op vrij jonge leeftijd getransfereerd naar Wuustwezel.Van den Buijs maakte de opgang van de club mee. Wuustwezel werkte zich in de jaren 70 van de provinciale reeksen op naar de derde klasse. In 1978 zette de toen 21-jarige middenvelder een stap hogerop. Van den Buijs ruilde Wuustwezel in voor toenmalig eersteklasser Berchem Sport. Het team van trainer Harry Heylen was net naar de hoogste afdeling gestegen. De club flirtte jaarlijks met de degradatie en zakte in 1981 naar de tweede klasse. Van den Buijs bleef ondanks enkele aanbiedingen bij Berchem en groeide uit tot een van de sterkhouders van het elftal.
In 1982 vertrok van den Buijs naar Lierse SK. Ook gewezen Gouden Schoen Johan Boskamp belandde die zomer bij de Pallieters. De club kende sportief gezien een moeilijke periode. Trainer Hans Croon werd al snel aan de deur gezet en het team slaagde er maar niet in om grote afstand te nemen van de degradatiezone. In 1984 nam Boskamp zelf het trainerschap op zich. Hij kon echter niet voorkomen dat het team in 1986 degradeerde. In twee seizoenen tijd knokten de mondige Van den Buijs en zijn ploegmaats zich terug naar de eerste klasse.
Hij verliet Lierse tijdens het seizoen 1990/91 voor het Brusselse RWDM.  In 1992 haalde KV Mechelen de ervaren middenvelder binnen. Van den Buijs werd bij Malinwa zowel op als naast het veld een van de leidersfiguren. Van den Buijs werd in zijn eerste seizoen met Mechelen derde in het algemeen klassement. Hierdoor mocht hij voor het eerst in Europa aan de bak. Een jaar later zakte de club terug naar de middenmoot.
In 1994 verhuisde Van den Buijs voor twee seizoenen naar Germinal Ekeren. Van den Buijs kwam in de finale van de Beker van België in 1995 niet in actie en zag zijn team met 3-1 verliezen van Club Brugge. Een jaar later werd hij ook met Germinal derde in de competitie. Na afloop van het seizoen zette de toen 39-jarige Antwerpenaar een punt achter zijn spelersloopbaan.

### Als trainer
Ook na zijn spelerscarrière bleef Stan Van den Buijs in het voetbalmilieu. In 1996 werd hij trainer van derdeklasser Rita Berlaar. In zijn eerste jaar loodste hij de club meteen naar de eindronde. Na twee seizoenen ging hij aan de slag bij KFC Schoten, maar daar werd hij in oktober 1999 aan de deur gezet. Nadien werd hij scout bij Lierse en Standard Luik. In 2005 werd Van den Buijs terug even trainer. Hij werd de vervanger van Marc Ghijs bij Lyra.
Begin 2007/08 werd bij de Rouches trainer Johan Boskamp ontslagen. Technisch directeur Michel Preud'homme werd aangesteld als zijn opvolger. Preud'homme benoemde vervolgens Van den Buijs, met wie hij nog bij Mechelen had samengespeeld, en Manu Ferrera als zijn assistenten. Het drietal bereikte met Standard de bekerfinale en veroverde de landstitel. In 2008 trokken ze samen naar AA Gent. Met Gent werden Preud'homme, Ferrera en Van den Buijs vicekampioen (hoewel AA Gent met doorgetelde in plaats van gehalveerde punten achter Club Brugge geëindigd was) en bekerwinnaar.
In 2010 verkaste Preud'homme naar FC Twente, maar Van den Buijs volgde hem niet. De gewezen middenvelder van Germinal Ekeren koos Germinal Beerschot, waar hij de assistent werd van oud-ploegmaat Glen De Boeck. Na wat gerommel in de bestuurskamer werd De Boeck al in november 2010 ontslagen. Van den Buijs nam toen samen met Freddy Heirman even het roer over. Nadien werd hij de assistent van Jacky Mathijssen. Na afloop van het seizoen veranderde de club haar naam in Beerschot AC en werd Van den Buijs aangesteld als hoofd van de scouting. In mei 2012 haalde Preud'homme hem naar Saoedi-Arabië. Van den Buijs tekende er een contract voor vier seizoenen als scout van Al Shabab. Toen Preud'homme in september 2013 naar Club Brugge vertrok, nam hij Van den Buijs opnieuw mee als zijn assistent.
In februari 2023 raakte bekend dat Van den Buijs vanaf het seizoen 2023/24 aan de slag zou gaan als hoofdtrainer van KFC Ranst. Als gevolg van een meningsverschil gingen trainer en club op het einde van het kalenderjaar uit elkaar. In de tweede helft van het seizoen was hij trainer van tweedeprovincialer Merksplas SK. In juni 2025 ging hij aan de slag als beloftentrainer van K. Lyra-Lierse.